# 松卢瓦尔
松卢瓦尔（法語：Somloire，法語發音：[sɔ̃lwaʁ] ⓘ）是法国曼恩-卢瓦尔省的一个市镇，位于该省南部，属于索米尔区。

## 地理
松卢瓦尔（47°2'1"N, 0°36'23"W）面积31.83 平方千米，位于法国卢瓦尔河地区大区曼恩-卢瓦尔省，该省份为法国西部内陆省份，大致对应安茹地区，北起顺时针与马耶讷省、萨尔特省、安德尔-卢瓦尔省、维埃纳省、德塞夫勒省、旺代省、大西洋卢瓦尔省和伊勒-维莱讷省接壤。
与松卢瓦尔接壤的市镇（或旧市镇、城区）包括：莱塞尔克、拉普兰、圣保罗迪布瓦、伊泽尔奈、圣莫里斯-埃蒂松。

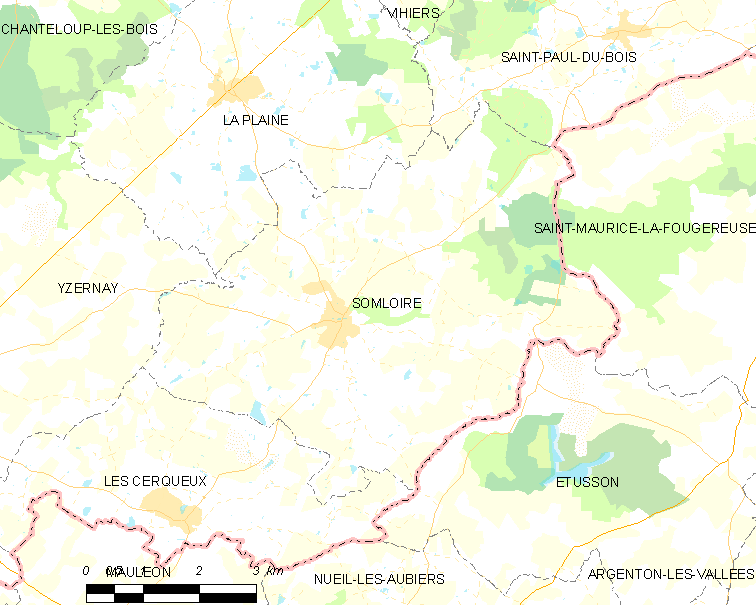
松卢瓦尔的OSM定位图

松卢瓦尔的时区为UTC+01:00、UTC+02:00（夏令时）。

## 行政
松卢瓦尔的邮政编码为49360，INSEE市镇编码为49336。

## 政治
松卢瓦尔所属的省级选区为绍莱第二县。

## 人口

1962-2008年间松卢瓦尔人口变化图示

松卢瓦尔于2022年1月1日时的人口数量为875人。